# Natal'ja Vadimovna Nazarova
Natal'ja Nazarova (Ramenskoe, 16 novembre 1969 – Mosca, 2 aprile 2025) è stata un'attrice e regista russa.

## Filmografia parziale

### Regista
- Peterburg. Tol'ko po ljubvi (2016)
- Prostoj karandaš (2019)